# Heerlijkheid Nalbach
Nalbach was een heerlijkheid binnen het Heilige Roomse Rijk. De heerlijkheid was niet bij een kreits ingedeeld.

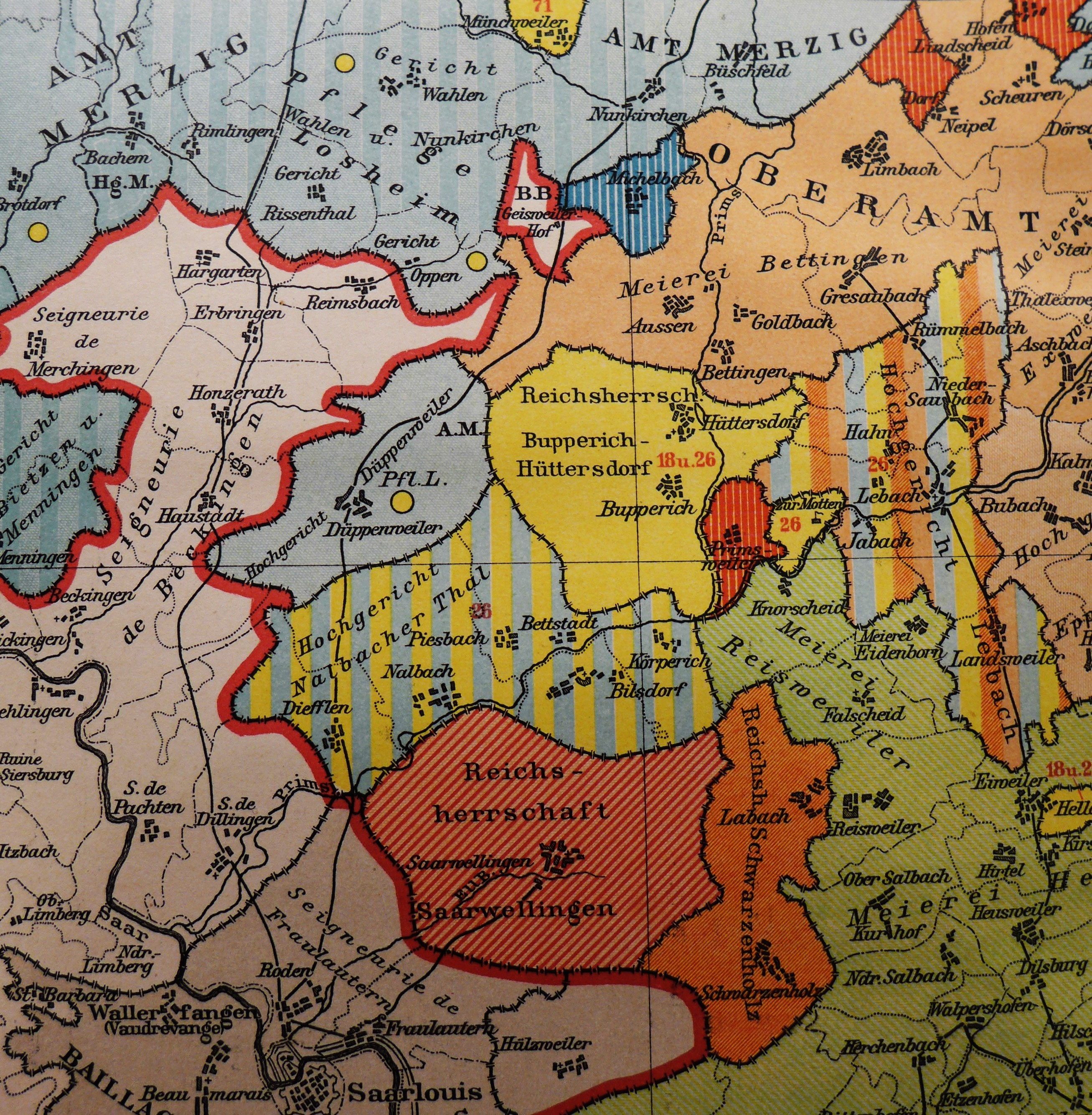
Heerlijkheid Nalbach (Hochgericht Nalbacher Tal), 1789

Tot het gebied behoorden naast Nalbach ook de dorpen Bettstadt, Bilsdorf, Diefflen, Körprich en Piesbach, alle in het huidige Saarland.
De landshoogheid en het gerecht werden gezamenlijk uitgevoerd door het keurvorstendom Trier en de heren van Hagen. Tot in de zeventiende eeuw was de voogdij in handen van het hertogdom Lotharingen. Het grondgerecht was in handen van het Sankt Simeonssticht te Trier, dat de eigenlijke bezitter van de heerlijkheid was. 
De oppervoogdij was tot het eind van de vijftiende eeuw in het bezit van de Raugraven. Daarna was de oppervoogdij half bij het keurvorstendom Trier en half bij het keurvorstendom van de Palts. Het keurvorstendom van de Palts beleende achtereenvolgens de heren van Rathsamhausen, de heren van Braubach, de heren van Lénoncourt en ten slotte in 1711 de heren van Hagen met de voogdijrechten. De rechten van het Sankt Simeonssticht werden steeds meer ingeperkt, waarop het sticht om andere rechten te kunnen behouden in 1784 de keurvorst van Trier en de heer van Hagen als enige landsheren in de heerlijkheid erkende.
In 1795 werd de heerlijkheid ingelijfd bij Frankrijk. Het Congres van Wenen voegde de voormalige heerlijkheid in 1815 bij het koninkrijk Pruisen.